# Arthur Isaac Kendall
Arthur Isaac Kendall (ur. 7 maja 1877 w Somerville w Massachusetts, zm. 20 czerwca 1959 w La Jolla w Kalifornii) – amerykański mikrobiolog, prekursor badań nad mikrobiomem układu pokarmowego.
Studia ukończył na Massachusetts Institute of Technology, doktorat z bakteriologii obronił na Johns Hopkins University.
W latach 1904–1906 był dyrektorem Hygienic Laboratory w Panamie, gdzie poznał i później poślubił kanadyjską pielęgniarkę Gertrude M. Woods. W 1912 został szefem całkowicie niezależnego Department of Bacteriology w Northwestern, który następnie opuścił, by w latach 1927–1942 (czyli do swojej emerytury) powrócić na ten uniwersytet na stanowisko wykładowcy.